# نامیبه، آنگولا
نامیبه (به انگلیسی: Namibe (Moçâmedes)) شهری در استان نامیبه واقع در کشور آنگولا است که در سال ۲۰۰۹ میلادی ۸۹٬۴۴۲ نفر جمعیت داشته است.